# نزلة دوينة
نزله دوينه هي قرية تابعه لمركز أبو تيج بمحافظة اسيوط * بالتحديد شمال غرب ابوتيج على ترعة نزله دوينه الكردى